# Pöytis församling
Pöytis församling (finska: Pöytyän seurakunta) är en evangelisk-luthersk församling i Pöytis och Oirpää kommuner i Finland. Församlingen hör till Åbo ärkestift och Pemar prosteri. Kyrkoherde i församlingen är Matti Kaipainen. I slutet av 2021 hade Pöytis församling cirka 7 400 medlemmar. Församlingens verksamhet sker i huvudsakligen på finska.
Pöytis församling omnämns i skriftliga källor redan år 1366. Genom kommunsammanslagningar har Karinais församling och Yläne församling blivit delar av Pöytis församling.
Det finns fyra kyrkor i Pöytis församling: Karinais kyrka, Oripää kyrka, Pöytis kyrka och Yläne kyrka.